# أوسكار لامبرت
أوسكار لامبرت (بالإنجليزية: Oscar Lambert)‏ هو محامي أمريكي، ولد في 25 أكتوبر 1890 في بينسبورو في الولايات المتحدة، وتوفي في 27 مايو 1970 في كليفلاند في الولايات المتحدة.